# Hutchins (Texas)
Hutchins város az USA Texas államában, Dallas megyében. Lakosainak száma 5607 fő (2020. április 1.).

## Népesség
A település népességének változása:
| Lakosok száma | 2805 | 5338 | 5607 |
|               | 2000 | 2010 | 2020 |